# Katsedam
De Katsedam ligt in de hooglanden van Lesotho in de Maloti-bergketen en sluit de Malibamatsorivier af. De dam maakt deel uit van het Lesotho Highlands Water Project, dat water uit Lesotho naar Zuid-Afrika brengt. De dam werd voltooid in 1996.

## Dam
De dam is opgebouwd als een dubbelgebogen betonnen boogdam. De kam is 710 m lang en de talud bevat 2,3 miljoen m³ beton. De dam is 60 m dik aan de onderkant. Het stroomgebied van de dam bedraagt 1867 km². Het is de hoogste dam (boven zeeniveau) in Afrika. De overlopen van de dam bestaan uit 10 poorten van elk 16 m breed en 17 m hoog. Het overlopende water wordt gebroken en valt in een speciaal gebouwde spatdam van 32 m hoog.
Het door de dam gevormde stuwmeer is smal en zeer diep met een oppervlakte van slechts 35,8 km². Het kleine oppervlak en het lage verdampingsniveau bij de dam zorgen ervoor dat het verlies door verdamping slechts 10% is van dat van de Vaaldam in de Vaalrivier.
De dam werd gebouwd door een consortium van Bouygues, Concor, Group 5, Hochtief, Impregilo, Kier Group en Sterling International.

## Verbinding met Zuid-Afrika
Vanuit de dam vertrekt een 82 km lange tunnel met een diameter van 4,8 m naar de Asrivier, een zijtak van de Vaalrivier, in Zuid-Afrika. Al het water van het Lesotho Highlands-project wordt via de tunnel naar Zuid-Afrika gebracht. De inlaattoren naar de tunnel ligt ongeveer 18 km ten noorden van de dam met een capaciteit van 70m³/s. De toren heeft een diameter van 23 meter en een hoogte van 98 meter. De tunnel eindigt net buiten Clarens.